# Patterson (Louisiana)
Patterson és una població dels Estats Units a l'estat de Louisiana. Segons el cens del 2000 tenia 6.530 habitants.

## Demografia
Segons el cens del 2000, Patterson tenia 5.130 habitants, 1.852 habitatges, i 1.364 famílies. La densitat de població era de 805,2 habitants/km².
Dels 1.852 habitatges en un 38,1% hi vivien nens de menys de 18 anys, en un 51,2% hi vivien parelles casades, en un 17,3% dones solteres, i en un 26,3% no eren unitats familiars. En el 22,6% dels habitatges hi vivien persones soles el 7,4% de les quals corresponia a persones de 65 anys o més que vivien soles. El nombre mitjà de persones vivint en cada habitatge era de 2,75 i el nombre mitjà de persones que vivien en cada família era de 3,22.
Per edats la població es repartia de la següent manera: un 30,9% tenia menys de 18 anys, un 8,3% entre 18 i 24, un 29,9% entre 25 i 44, un 20,9% de 45 a 60 i un 10% 65 anys o més.
L'edat mediana era de 33 anys. Per cada 100 dones de 18 o més anys hi havia 91,1 homes.
La renda mediana per habitatge era de 23.725 $ i la renda mediana per família de 30.000 $. Els homes tenien una renda mediana de 30.618 $ mentre que les dones 19.286 $. La renda per capita de la població era de 12.038 $. Entorn del 26,4% de les famílies i el 30,9% de la població estaven per davall del llindar de pobresa.

## Poblacions més properes
El següent diagrama mostra les poblacions més properes.